# Associação dos Comités Olímpicos Nacionais
A Associação dos Comités Olímpicos Nacionais (em inglês:  Association of National Olympic Committees, ANOC) é uma organização internacional que reúne os duzentos e seis Comités Olímpicos Nacionais reconhecidos pelo Comité Olímpico Internacional. Seu atual presidente é o kuwaitiano Ahmed Al-Fahad Al-Ahmed Al-Sabah.
Foi fundada numa Assembleia-Geral constitutiva de 26 e 27 de junho de 1979, realizada em São João (Porto Rico), e convocada pela primeira vez sob o nome de Assembleia-Geral dos Comités Olímpicos Nacionais (CON) e presidida pelo mexicano Mário Vázquez Raña. 

## Associações continentais
A ANOC é dividida em cinco associações continentais: 
- Associação dos Comités Olímpicos Nacionais de África (ANOCA)

África
América
Ásia
Europa
Oceânia

- Organização Desportiva Pan-Americana (PASO)
- Conselho Olímpico da Ásia (OCA)
- Comités Olímpicos Europeus (EOC)
- Comités Olímpicos Nacionais da Oceânia (ONOC)